# Sasuke Uchiha
Sasuke Uchiha (うちはサスケ?, Uchiha Sasuke) è un personaggio immaginario della serie manga e anime Naruto, scritto e disegnato dal mangaka Masashi Kishimoto.
È stato concepito per essere il migliore amico di Naruto Uzumaki, il protagonista della serie, possedendo numerose caratteristiche, sia fisiche che psicologiche, totalmente opposte a quest'ultimo. Diverse riviste specializzate hanno espresso critiche positive sul personaggio, altre invece lo vedono come lo stereotipo del "rivale" di questi, paragonabile a quello di molti altri shōnen.
Nonostante questo giudizio misto della critica, Sasuke è un personaggio estremamente popolare tra i fan della serie: nelle classifiche della rivista giapponese Shōnen Jump, dalla prima apparizione ad oggi, ha sempre occupato le prime quattro posizioni, raggiungendo il primo posto in più occasioni. Nel 2023, in occasione del 20º anniversario del manga, è stato indetto il primo sondaggio globale fra i fan, dove Sasuke è risultato essere l'ottavo personaggio più popolare.
All'inizio viene presentato come una figura positiva oltre che fondamentale nello sviluppo della trama; il giovane ninja fa parte del Team 7 insieme a Naruto Uzumaki e Sakura Haruno, sotto la guida del maestro Kakashi Hatake, ma al termine della prima parte del manga abbandona i propri compagni diventando un antieroe e a tratti un vero e proprio antagonista, consumato dall'odio e dalla sete di vendetta. Tuttavia, alla fine si redimerà grazie a Naruto, Sakura e Kakashi, tornando al Villaggio e dedicandosi alla protezione dello stesso. 
Nell'epilogo del manga, nonché nel sequel/spin-off Boruto, dedicato alla nuova generazione di ninja, lo si vede sposato con la sua vecchia compagna di Team Sakura, e insieme hanno una figlia chiamata Sarada Uchiha, protagonista femminile del sequel e membro del nuovo Team 7, oltre a diventare il mentore di Boruto Uzumaki, figlio di Naruto e Hinata Hyuga. 

## Il personaggio

### Creazione e sviluppo
Durante lo sviluppo iniziale di Naruto, Kishimoto non aveva intenzione di creare Sasuke. Dopo aver discusso con il proprio editore sul futuro della serie, tuttavia, gli fu consigliato di creare una sorta di rivale per il protagonista del manga: l'autore lesse quindi una grande quantità di manga per raccogliere spunti su come poter creare una rivalità efficace, condensando infine le sue idee nella relazione tra Naruto e Sasuke. Kishimoto è sempre stato attento a non rendere il personaggio troppo emotivo, in modo da poterlo contrastare efficacemente con Naruto. Con il modo di comportarsi da "genio freddo" del ragazzo, l'autore sentì di aver trovato un rivale ideale per Naruto.
Disegnare Sasuke è stato causa di un certo numero di problemi, rendendolo di fatto il personaggio più difficile da creare. Siccome l'autore inizialmente non aveva idee sull'aspetto del viso, i primi schizzi mostrano un'eccessiva maturità per un personaggio coetaneo di Naruto. Una volta trovato un volto adatto, l'autore lavorò sull'aspetto generale del personaggio. I primi disegni lo mostravano con un gran numero di collane e altri oggetti attorno a braccia e gambe, risultato dell'abitudine di Kishimoto di dare ai suoi personaggi il maggior numero di ornamenti possibili. Il disegnatore però si rese conto di non poter disegnare un personaggio così complesso su base settimanale e quindi semplificò il progetto degli abiti fino ad un semplice contrasto cromatico con quelli di Naruto.
Nel raffigurare Sasuke l'autore commette spesso errori e imperfezioni, perdendo in alcuni casi l'aspetto giovanile del personaggio. I capelli, originariamente tenuti corti per risparmiare tempo, si sono progressivamente allungati nel corso della serie, aumentando l'ammontare di tempo necessario a disegnare il personaggio. A metà della prima parte del manga Kishimoto disegnò un nuovo vestito per Sasuke con varie cinture attorno a braccia e gambe; a causa del tempo necessario a disegnarle, il disegnatore ritornò ancora una volta al vestito originale. Nonostante la fatica nel disegnarlo, questo è diventato il personaggio che l'autore ama di più raffigurare.
Nel disegnare l'aspetto di Sasuke nella seconda serie, l'obiettivo era di renderlo un personaggio "freddo": per questo l'autore tentò di dargli diversi stili di abbigliamento e tra i vari tentativi si nota una shimenawa intorno alla vita per preservare lo stile di vestiario di Orochimaru; altri tentativi includono un vestito a collo alto e un'uniforme militare per mostrare "pulizia". Alla fine l'autore optò per uno stile tradizionale giapponese.

### Personalità
Quando Sasuke viene inserito nel Team 7 assieme a Naruto e Sakura Haruno dimostra subito una notevole indifferenza verso i propri compagni, lasciando trasparire un forte senso di autonomia: Sasuke ritiene infatti che essi non possano aiutarlo in alcun modo nell'assassinio di Itachi, di cui comunque non parla esplicitamente all'inizio del manga. Questa prima impressione sui suoi compagni si rivelerà errata in quanto Sakura si rivela essere un'ottima fonte di informazioni e la competizione con Naruto lo aiuta a diventare più forte. Sebbene mantenga un atteggiamento chiuso e freddo, la fiducia di Sasuke verso i compagni aumenta durante la prima parte del manga; il ragazzo si avvicina emotivamente ai suoi compagni e inizia a rischiare la propria vita per il loro bene, nonostante sia cosciente del fatto che con la sua morte non potrebbe più vendicarsi di Itachi.
Nonostante Sasuke viva nel Villaggio della Foglia un periodo di felicità, il giovane ninja mantiene sempre vivo il desiderio di affinare le proprie abilità: durante la prima parte del manga si scontra con avversari sempre più forti, come Haku e Gaara, scoprendo a poco a poco i propri punti deboli e imparando a neutralizzarli. Inizialmente soddisfatto dei propri miglioramenti, presto si accorge che Naruto migliora ad un ritmo molto più alto del suo: questo, unito ad una sconfitta subita in pochissimo tempo da suo fratello Itachi durante una sua incursione al Villaggio, portano Sasuke a credere che il suo ritmo di miglioramento stia calando e, tentando di aumentare la propria forza, inizia a trattare i suoi amici come avversari per potere testare al meglio le proprie abilità. Insoddisfatto a causa dei suoi scarsi progressi e credendo che l'unico in grado di farlo diventare abbastanza forte da uccidere Itachi sia Orochimaru, Sasuke fugge dal Villaggio della Foglia alla fine della prima parte dell'opera.
Inizialmente Sakura tenta di farlo rimanere al villaggio, ma invano; in seguito anche Naruto, in un disperato tentativo di fermarlo, cerca di frapporsi tra lui e Orochimaru e Sasuke, credendo che la scomparsa del suo migliore amico lo avrebbe reso più forte, tenta di ucciderlo. Alla fine dello scontro, tuttavia, pur avendo la possibilità di uccidere l'amico, Sasuke si allontana dal campo di battaglia senza toccare il ragazzo proprio per non dover seguire le orme di Itachi, recandosi invece da Orochimaru.
Nei due anni e mezzo trascorsi con il ninja leggendario il desiderio di Sasuke di uccidere Itachi diventa la sua unica ragione di vita tanto da arrivare a dare il suo corpo ad Orochimaru se questo significasse uccidere suo fratello. Dopo aver compreso di essere ormai superiore al proprio maestro, Sasuke si ribella ad Orochimaru e lo sconfigge: questo è il coronamento del cambiamento di Sasuke, ormai molto lontano dal personaggio dei primi capitoli e pronto a tutto pur di perseguire il suo scopo; nonostante questo, però, egli mantiene ancora una propria etica, definendo "disgustosi" gli illeciti esperimenti del suo maestro e rifiutandosi di uccidere, almeno inizialmente, i nemici di cui è più forte e che riesce a sconfiggere. Dopo essere riuscito nel suo scopo di portare Itachi alla morte, venendo a conoscenza di come questi è stato manipolato da Konoha, Sasuke diventa facile preda delle parole e della malvagità di Tobi, venendo totalmente accecato dalla follia, tanto da rivolgere il proprio odio contro il Villaggio della Foglia.
Dopo aver abbattuto i suoi nemici (tra cui Madara e Kaguya con l'ausilio del suo migliore amico) e aver intrattenuto un colloquio con Itachi, Sasuke decide di rendere onore al fratello divenendo Hokage; egli ha però una concezione di Hokage diversa da quella del migliore amico: di fatto egli desidera portare su di sé l'odio di tutto il villaggio (proprio come suo fratello aveva fatto in precedenza) in modo da controllare il mondo dei ninja dalle tenebre.
Essendo comunque la reincarnazione di Indra è evidente il legame di amicizia fraterna e rivalità con il suo compagno di squadra Naruto (come successe a Hashirama e Madara) e infatti, sin dall'inizio della storia, entrambi sono sempre stati portati ad aiutarsi come buoni fratelli ma anche a misurarsi l'uno con l'altro per aumentare le loro abilità come se questo desse loro una grande gioia e senso di soddisfazione.

## Storia
Sasuke è un membro del Clan Uchiha, figlio di Fugaku e Mikoto e fratello minore di Itachi.
Fin da piccolo dimostra grandi capacità, ma nonostante questo cresce all'ombra dell'impareggiabile talento del fratello, che comunque è sempre stato l'unico a riconoscere la sua bravura. Sasuke, in un primo momento, ammira molto Itachi ma allo stesso tempo è invidioso delle sue abilità, considerate uniche all'interno del clan: quando Itachi inizia ad allontanarsi dagli Uchiha, Sasuke riesce ad ottenere i primi riconoscimenti del padre, il quale gli insegna la Tecnica della Palla di Fuoco Suprema.
Una notte, tornato dall'accademia, Sasuke scopre l'assassinio dei suoi genitori e dell'intero clan da parte di Itachi: questi gli dice di non averlo mai amato e, prima di fuggire dal Villaggio della Foglia, lo incoraggia affinché divenga più forte e possa sfidarlo ad armi pari. Da quel momento Sasuke avrà come unica ragione di vita il solo desiderio di uccidere Itachi e di vendicare il clan, inconsapevole delle verità che aveva portato Itachi a compiere quel gesto.
Conclusa in modo brillante l'accademia ninja ed essere stato promosso genin, Sasuke entra a far parte del squadra 7, capitanato da Kakashi Hatake, insieme a Naruto e Sakura. In occasione della prima missione nel Paese delle Onde dimostra immediatamente le sue doti eccezionali, tenendo testa a due Chunin del Villaggio della Nebbia inviati ad uccidere Tazuna, il costruttore di ponti che il suo team aveva l'incarico di proteggere e riesce a battersi alla pari con Haku attivando per la prima volta lo Sharingan fino a quando si sacrifica per proteggere Naruto, venendo apparentemente ucciso.
Tornato al Villaggio Sasuke partecipa con la sua squadra agli esami di selezione dei Chunin venendo preso di mira da Orochimaru che, desideroso di impossessarsi del suo corpo e dello Sharingan, lo marchia con il Segno maledetto. Durante gli scontri successivi Sasuke affronta Yoroi Akado e, in seguito, Gaara, ma lo scontro con quest'ultimo verrà interrotto per poi continuare in maniera non ufficiale; il ninja della Sabbia sarà successivamente sconfitto da Naruto, accorso in aiuto del compagno.
Dopo l'attacco al Villaggio della Foglia, Sasuke scopre che Itachi è tornato al Villaggio e, desideroso di vendetta, si reca da lui per ucciderlo. Nonostante i suoi miglioramenti Sasuke viene facilmente sconfitto e umiliato dal fratello, il quale non lo reputa abbastanza forte per ucciderlo a causa del fatto che non lo odia abbastanza.
Sasuke, umiliato dalla cocente sconfitta nello scontro che attendeva da tutta la vita e dai progressi continui di Naruto, arriva così a capire di dover fare una scelta ben precisa per riuscire ad affrontare Itachi al meglio e aumentare la sua forza: allontanarsi da tutte le persone con le quali, fino a quel momento, aveva instaurato un legame poiché quel tipo di sentimenti avrebbero ostacolato l'altro sentimento presente nel suo cuore, ovvero l'odio nei confronti del fratello, rischiando di non diventare abbastanza forte da poter portare a termine la vendetta per il suo clan.
Più avanti confesserà questa cosa anche a Naruto, durante il loro scontro alla Valle dell'Epilogo, in cui spiegherà a questo che è a causa dei legami che si soffre, ma lui, non avendo avuto una famiglia o dei fratelli, non può capire cosa realmente significhi perdere per sempre quei legami. Naruto ammette di non sapere cosa si possa provare ma che Sasuke per lui è come un fratello, essendo uno dei suoi primi legami, ed è per questo che non ha intenzione di perderlo e di lasciarlo andare da Orochimaru. Sasuke dice a Naruto che tuttavia quest'ultimo, come lui, sa cosa voglia dire essere solo e che questo porta le persone ad essere forti; per questo motivo se fosse riuscito a spezzare il legame anche con lui, il suo migliore amico, diventerebbe ancora più forte, oltre al fatto che fu Itachi a dirgli che, per arrivare ad ottenere il suo potere, avrebbe dovuto uccidere proprio il suo migliore amico.
Pensando dunque che quella sia la strada giusta per concentrarsi sul suo obiettivo, Sasuke decide di unirsi ad Orochimaru per diventare abbastanza potente da poter sconfiggere Itachi. Durante la sua fuga dal Villaggio viene fermato da Sakura la quale, innamorata da sempre di lui, decide di confessargli il suo amore, sperando di farlo rimanere; Sasuke però, dopo averla ringraziata, tramortisce la ragazza, così da impedirle di seguirlo, posandola su una panchina. Si unisce quindi al Quartetto del Suono, che gli fa dono del secondo livello del Segno maledetto, ma durante il viaggio incontra Naruto, che arriva li per fermarlo. Nello scontro che segue riesce a prevalere sull'amico decidendo però di non ucciderlo, anche per non agire così come suo fratello gli aveva detto, scegliendo di ottenere il potere a modo suo.
Sasuke, dopo essere stato duramente allenato per circa tre anni da Orochimaru, verrà trovato dal team 7 (formato da Yamato, Naruto, Sai e Sakura) che lo affronterà per riportarlo alla foglia, ma nella lotta che ne segue Sasuke dimostra una netta superiorità; il combattimento avrà termine quando Kabuto e Orochimaru convincono Sasuke a lasciar perdere. In seguito Sasuke approfitta del rigetto di Orochimaru per ucciderlo (in verità Itachi, durante lo scontro con il fratello, utilizzando la spada Totsuka, ucciderà Orochimaru, sigillandolo in un'illusione eterna) e formare un nuovo team, formato da Suigetsu Hozuki, Karin Uzumaki e Jugo, il cui scopo è l'uccisione di suo fratello maggiore. Durante la ricerca di Itachi, Sasuke è costretto a confrontarsi con Deidara, vincendolo solo grazie al sacrificio di Manda. Dopo questa battaglia Itachi dà appuntamento al fratello al covo degli Uchiha per risolvere i conti e qui si compie la durissima battaglia fratricida. Durante lo scontro Sasuke è molto vicino alla morte ma infine sarà Itachi a soccombere stroncato dalla malattia di cui soffriva. Al termine dello scontro e privo di sensi viene portato via da Tobi che gli rivela la verità sul fratello: egli fu commissionato dai consiglieri Danzo Shimura, Homura Mitokado e Koharu Utatane (nonostante i tentativi di mediazione del Terzo Hokage) di uccidere il suo intero clan pronto a mettere in atto un colpo di Stato contro la foglia dando inizio ad una guerra civile. Appresa la verità sul sacrificio del fratello e sulla via di disonore e solitudine che aveva intrapreso pur di salvare il villaggio Sasuke decide di distruggere la Foglia e, dopo aver ribattezzato il suo team in Falco, si unisce all'Organizzazione Alba.

Lo Sharingan ipnotico di Sasuke

Dopo lo scontro con Killer Bee, forza portante del Bue ad Otto Code, Sasuke parte per il villaggio, ma viene bloccato da Tobi che lo informa della distruzione della Foglia da parte di Pain e della nomina di Danzo come Sesto Hokage; Decide quindi di recarsi al summit dei Kage nel Paese del Ferro per vendicarsi contro Danzo, uno dei responsabili dello sterminio del suo clan. Qui, accompagnato dal resto del Team Taka, affronta il Raikage A, il Kazekage Gaara la Mizukage Mei Terumi, lo Tsuchikage Onoki venendo salvato da Tobi che ha intenzione di parlare ai Kage.
Nonostante la sua fuga Danzo viene rintracciato da Tobi che porta Sasuke sul luogo. Dopo un durissimo scontro, Sasuke riesce ad uccidere Danzo, ma viene a breve raggiunto da Sakura che tenta di uccidere venendo fermato tempestivamente da Kakashi con cui Sasuke ingaggia un breve combattimento volendo distruggere tutto ciò che lo lega al passato e al dolore di un posto pieno di persone che gli hanno fatto solo del male facendo passare Itachi come un criminale e per avergli ucciso la famiglia e l'intero clan di cui è uno dei pochi sopravvissuti. Naruto giunto sul posto avendo saputo la verità su Itachi comprendendo il dolore e la rabbia dell'amico dopo un breve scontro tra loro riesce a calmare Sasuke e lo convince a sfogare su di lui tutto il suo odio se mai dovesse attaccare il Villaggio della Foglia per mettere in atto la sua rappresaglia e Sasuke incuriosito gli domanda perché arriverebbe a fare ciò e quando Naruto gli risponde perché lui è suo amico Sasuke accetta di affrontarlo quando verrà per mettere in atto la sua vendetta per poi andare via con Tobi e Zetsu. A causa dell'uso del suo Sharingan Ipnotico la vista di Sasuke è di molto deteriorata e all'arrivo in uno dei covi di Alba chiede a Tobi che gli vengano trapiantati gli occhi di Itachi. Dopo aver subito il trapianto Sasuke resta nel covo sorvegliato dallo Zetsu bianco.
Al termine del periodo di convalescenza, Sasuke uccide lo Zetsu bianco originale per testare i suoi nuovi poteri. Si allontana quindi dal covo, ma è presto raggiunto da alcune copie di Zetsu da cui apprende della guerra in corso. Dopo averle uccise, Sasuke è deciso ad affrontare Naruto e a compiere la sua vendetta ma, durante il suo avvicinamento al conflitto, incontra il fratello maggiore Itachi, che dopo essere stato riportato in vita da Kabuto ed essersi liberato del suo controllo si sta dirigendo proprio da quest'ultimo. Sasuke segue quindi il fratello ritrovandosi a combattere al suo fianco contro Kabuto Yakushi. I due fratelli sconfiggono Kabuto, riuscendo a fermare la Tecnica della Resurrezione. Prima di scomparire del tutto, Itachi mostra la verità a Sasuke, ovvero ciò che ha portato allo sterminio del clan Uchiha; grazie al fratello, Sasuke capisce di non doversi far manipolare da nessuno.
Nel frattempo arrivano Suigetsu e Jugo, che gli portano la pergamena da loro trovata; dopo averla letta, Sasuke resuscita Orochimaru, poiché secondo lui è l'unico che può fare ciò che c'è scritto sulla pergamena, (spezzare il Sigillo del Diavolo)  tramite la carne di Kabuto e il chakra del segno maledetto di Anko. I quattro precedenti Hokage vengono resuscitati da Orochimaru per dare la possibilità a Sasuke di riuscire a prendere una decisione sul suo futuro. Dopo essere venuto a conoscenza della storia di Hashirama e Madara, Sasuke decide di aiutare il villaggio nella Quarta Grande Guerra Ninja. Giunto quindi sul campo di battaglia, Sasuke dichiara apertamente di voler diventare Hokage, per poter cambiare il villaggio ed evitare così che la situazione in cui si trovano tutti loro, si ripeta in futuro. Subito il Team 7 si appresta ad affrontare il Decacoda. Sasuke e Naruto si concentrano da soli nello scontro verso Obito Uchiha, ormai divenuto forza portante della Decacoda. Nel momento in cui Obito viene sconfitto, Sasuke incontra Hashirama paralizzato che gli consegna una tecnica in grado di bloccare il chakra eremitico di Madara. Quando tenta di attaccare Madara viene trafitto dalla sua stessa spada nelle mani di Madara. Mentre è in uno stato tra la vita e la morte incontra nella sua mente l'Eremita delle Sei Vie, Hagoromo (che sta parlando contemporaneamente a Naruto nella sua mente) con cui ha una conversazione in cui gli spiega molte cose tra cui l'origine del chakra e delle arti ninja, dei suoi figli (Indra e Ashura) e la guerra eterna tra di loro ma la cosa più rilevante è che gli dice di essere la reincarnazione di Indra, il figlio maggiore, mentre Naruto è la reincarnazione di Ashura. Dopo aver finito la conversazione Hagoromo dà a Sasuke il potere yin cioè il rinnegan mentre a Naruto dà il potere yang ovvero la modalità eremita delle sei vie.
Dopo essere tornato nel mondo dei vivi combatte al fianco di Naruto contro Madara che ha assorbito, nel frattempo, il potere del Decacoda. In seguito Madara attiva lo Tsukuyomi infinito, intrappolando tutto il mondo in illusione, ma il Team 7 riesce a salvarsi grazie al susanoo perfetto di Sasuke. Obito controllato dallo Zetsu Nero attacca poi Madara alle spalle, il quale rivela di avergli fatto credere di proposito di essere stato creato da lui, ma in realtà è la volontà della principessa Kaguya Ootsutsuki, madre dell'Eremita e vera orchestratrice del piano. In seguito Zetsu Nero racconta a Naruto e a Sasuke la sua storia, rivelando di aver cambiato le iscrizioni sulla stele degli Uchiha così da usarli a loro insaputa per far risorgere sua madre. Dopo un duro combattimento Naruto e Sasuke riescono a sconfiggere e a sigillare Kaguya con l'aiuto di Kakashi e Sakura. Subito dopo lo scontro però Sasuke rivela di aver intenzione di uccidere i cinque Kage e sigillare i nove cercoteri, essendo intenzionato a rivoluzionare l'intero mondo ninja per annientare l'oscurità dai villaggi ninja, oscurità che ha condotto alla morte gli Uchiha e suo fratello. 
Nella Valle dell'Epilogo, Sasuke e Naruto ingaggiano così loro combattimento finale, che terminerà con un pareggio e la perdita di un braccio per entrambi. Stremati e ormai senza più neanche la forza di rialzarsi, alla fine, Sasuke ammette la sua sconfitta e decide di ritornare assieme a Naruto e gli altri al Villaggio della Foglia, dove Kakashi (divenuto Hokage) su richiesta di Naruto lo assolve dai precedenti crimini. Decide quindi di ripartire per seguire un percorso di redenzione, nonostante Sakura lo informi che Tsunade sta mettendo a punto un braccio nuovo per lui e Naruto ottenuto dalle cellule di Hashirama, tuttavia promette a Sakura di tornare. Uscito dal villaggio Sasuke incontra Naruto che gli consegna il vecchio coprifronte, segno che questa volta non sta lasciando il villaggio per abbandonarlo, ma sta partendo come un ninja di Konoha.
Alcuni anni dopo la fine della guerra Sasuke sposa Sakura da cui ha una figlia, Sarada. Nell'ultimo capitolo del manga Sasuke non è però presente al villaggio ma viene visto viaggiare in una foresta, mentre a Konoha Naruto presenzia al summit dei Kage. Nel sequel Boruto continua a svolgere missioni segrete d'elité per conto di Konoha e, quando rientra al villaggio, finisce per diventare il maestro di Boruto Uzumaki, figlio maggiore di Naruto e Hinata e compagno di team di sua figlia Sarada. 

## Capacità ninja

Lo Sharingan ipnotico eterno di Sasuke

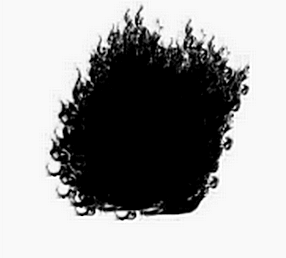
L'Amaterasu, detta anche "Fiamma nera", una delle tecniche dello Sharingan ipnotico di Sasuke e Itachi

Sin dalla prima infanzia Sasuke è stato considerato un genio dai membri dello stesso clan Uchiha e successivamente anche dal suo maestro Kakashi, tanto che risulterà il migliore del suo corso all'accademia ninja. Il giovane sviluppa in modo ossessivo le sue abilità inizialmente per ottenere la forza necessaria per uccidere suo fratello Itachi e in seguito per vendicarlo: a tal fine risulteranno fondamentali non solo gli insegnamenti di Kakashi e Orochimaru ma anche la rivalità con Naruto.
Dimostra fin da subito una grande abilità nelle arti marziali, tanto da costringere Kakashi a usare entrambe le mani durante il test dei campanelli, e in seguito, prima di prendere parte all'esame per diventare Chunin, riesce a migliorare ulteriormente copiando lo stile di Rock Lee. È dotato di una velocità sovrumana, di riflessi incredibili e di una resistenza straordinaria, tanto da poter sostenere con esito vittorioso lunghe battaglie contro avversari molto potenti (come Itachi e Danzo) e anche dopo averne già sostenute di estenuanti (come contro Kakashi e Naruto). Vanta inoltre un'abilità eccezionale nell'uso di ogni arma ninja e con la sua spada Kusanagi, nella quale può anche infondere il suo chakra.
Nella prima parte del manga viene marchiato da Orochimaru con il Segno maledetto del cielo, che ne migliora le capacità a scapito della sempre maggiore influenza su di lui del chakra del ninja leggendario, e dopo la fuga da Konoha il Quartetto del Suono lo rende in grado di utilizzare il secondo livello di esso: quando Sasuke sfrutta questa versione del marchio la sua pelle diventa grigio scuro, la sclera di entrambi gli occhi diventa di colore nero, i capelli crescono facendosi più folti e assumendo una colorazione più chiara e dal dorso si dispiegano due ali a forma di mani. Dopo la sanguinosa battaglia con Itachi, Sasuke perde il Segno maledetto ma rimane compatibile con esso, come dimostra in varie occasioni quando viene salvato grazie a questo potere da Jugo; sempre grazie all'addestramento con Orochimaru, Sasuke ottiene l'immunità ai veleni e impara tutte le tecniche di quest'ultimo legate ai serpenti, ma in seguito allo scontro con Itachi le perde e infatti il suo richiamo passa da questi ai falchi.
Possiede inoltre una notevole abilità anche nell'uso delle arti illusorie, sebbene non al livello del fratello: con lo Sharingan di base è comunque riuscito a salvarsi dallo Tsukuyomi di Itachi, a dialogare con la Volpe nella mente di Naruto e ad assoggettare il re dei serpenti Manda. Con lo Sharingan ipnotico è stato capace di immobilizzare Killer Bee, alcuni samurai e Shi nonché creare un'illusione simile alla tecnica del fratello con cui ha distratto Danzo. Dopo aver ottenuto il Rinnegan l'abilità di Sasuke nel genjutsu aumenta a tal punto da assoggettare con un solo sguardo tutti e nove i cercoteri.
Come tutti gli Uchiha presenta una predisposizione naturale per il chakra di tipo fuoco, imparando a soli sette anni la tecnica della palla di fuoco suprema, e in seguito apprende anche come utilizzare il chakra di tipo fulmine, imparando da Kakashi il Chidori e creandone numerose varianti.

### Lo Sharingan
Sasuke risveglia il proprio Sharingan all'età di sette anni, con una tomoe per occhio, dopo aver visto Itachi assassinare il clan; a causa del trauma, tuttavia, all'inizio del manga non è in grado di attivarlo né ricorda di averlo fatto.
La prima battaglia in cui fa uso dello Sharingan è quella contro Haku e in questa occasione presenta due tomoe nell'occhio destro e una nel sinistro: da allora Sasuke migliora costantemente la sua abilità oculare ottenendo due tomoe per occhio durante la prova dell'esame per diventare Chunin nella Foresta della morte e tre in entrambi durante lo scontro con Naruto nella Valle della Fine. La sua padronanza nel suo uso migliora enormemente grazie all'allenamento con Orochimaru, tanto che quando penetra nella mente di Naruto per parlare con la Volpe questa asserisce che i suoi occhi emanano un chakra anche più sinistro di quello di Madara Uchiha, sebbene Sasuke non avesse ancora risvegliato lo Sharingan ipnotico.
Dopo aver scoperto la verità su Itachi Sasuke risveglia lo Sharingan ipnotico, che è dotato di tre potentissime tecniche:
- nell'occhio sinistro l'Amaterasu, identica a quella del fratello, che gli consente di lanciare delle fiamme nere inestinguibili;
- nell'occhio destro il Kagutsuchi, che gli consente di manipolare a piacimento la Fiamma Nera e di creare un'evoluzione dell'arte del fuoco che chiama "Arte della fiamma" (Enton);
- in entrambi il Susano'o, che gli consente di creare una creature simile ad un cavaliere-demone di colore viola che lo protegge da ogni attacco e che gli consente di attaccare con una balestra e, dopo aver raggiunto lo stadio completo, con una spada capace di tranciare intere montagne con un solo fendente.

Lo smodato utilizzo dello Sharingan ipnotico riduce tuttavia Sasuke alla quasi totale cecità: per questo, dopo lo scontro con Danzo e il breve confronto con i suoi ex compagni del Team 7, il giovane Uchiha chiede a Tobi di trapiantargli gli occhi di Itachi in modo da ottenere lo Sharingan ipnotico eterno. Il nuovo occhio si presenta come una sovrapposizione dei Mangekyo dei due fratelli e dona a Sasuke un potere e un controllo sulle sue vecchie tecniche ancora maggiori.

### Il Rinnegan
Dopo aver ottenuto una parte del potere dell'Eremita delle Sei Vie, Sasuke acquisisce il potere Yin e sviluppa nell'occhio sinistro il Rinnegan con sei tomoe come l'Eremita. Con esso ottiene l'abilità di toccare i ricevitori di chakra di Madara senza risentirne, di scorgere gli obiettivi situati nel Limbo e il suo Susano'o diventa impenetrabile allo Tsukuyomi infinito; oltre a tutte le tecniche peculiari di quest'occhio, Sasuke ne ottiene anche una di teletrasporto chiamata Amenotejikara.
L'utilizzo di questo nuovo occhio appare più faticoso rispetto a quello dello Sharingan e infatti, tra un utilizzo e l'altro, Sasuke necessita di qualche minuto per ricaricarne il potere.
Sasuke ha dato prova di avere fin da subito un controllo eccezionale di questo nuovo potere riuscendo ad utilizzare il Mondo Divino per sigillare contemporaneamente con il Chibaku Tensei i nove cercoteri e il Mondo dei Preta per assorbire il chakra di Naruto con il semplice contatto; il potere Yin può inoltre generare un genjutsu talmente potente da controllare tutte le nove bestie in una sola volta e ha anche dato prova di poter convogliare i chakra di tutti e nove i demoni all'interno del proprio Susano'o: in questo stato, in cui peraltro il Susano'o raggiunge una forma ancora diversa, può utilizzare il suo colpo più potente, la Freccia di Indra, con cui riesce a contrastare due delle tecniche più potenti di Naruto contemporaneamente. Sempre grazie al potere di Hagoromo, Sasuke diviene capace di lanciare assieme a Naruto una tecnica di sigillo potente abbastanza da relegarvi per sempre Kaguya.

## Apparizioni in altri media
In quanto uno dei personaggi principali della serie, Sasuke appare in quasi tutti i film basati sul mondo di Naruto, normalmente come co-protagonista o antagonista e spesso in missione con il Team 7 oppure al servizio di Orochimaru. Il secondo film di Naruto: Shippūden segna la prima apparizione di Sasuke con l'aspetto che ha nella seconda parte del manga. Appare anche in quasi tutti gli OAV prodotti per la serie.
Sasuke è anche un personaggio giocabile in tutti i videogiochi ispirati alla serie. In alcuni di questi è possibile sbloccare e utilizzare la modalità in cui utilizza la forza del segno maledetto di primo e secondo livello. Naruto Shippuden: Gekitou Ninja Taisen EX segna la prima apparizione di Sasuke con l'aspetto che ha nella seconda parte. Appare anche in alcuni spin-off in cui sono presenti altri personaggi di altri manga. Questi videogiochi includono Battle Stadium D.O.N, Jump Super Stars, Jump Ultimate Stars, J-Stars Victory Vs e Jump Force.
Il personaggio inoltre è protagonista di un manga spin-off della serie Naruto che è intitolato "Uchiha Sasuke no Sharingan Den".

## Pronuncia del nome
Il nome del personaggio in lingua originale è pronunciato [sa.ˈskɛ] (Saske), questo perché l'accentazione è quasi inesistente in giapponese, quindi non ci si sofferma su nessuna vocale e la "u" viene detta talmente sottilmente che non si sente. Al contrario in lingua italiana, nella quale ogni parola ha un proprio accento, è stato adattato come [Sa.ˈsu.ke] (Sasùke).